# الرياضة في بولندا

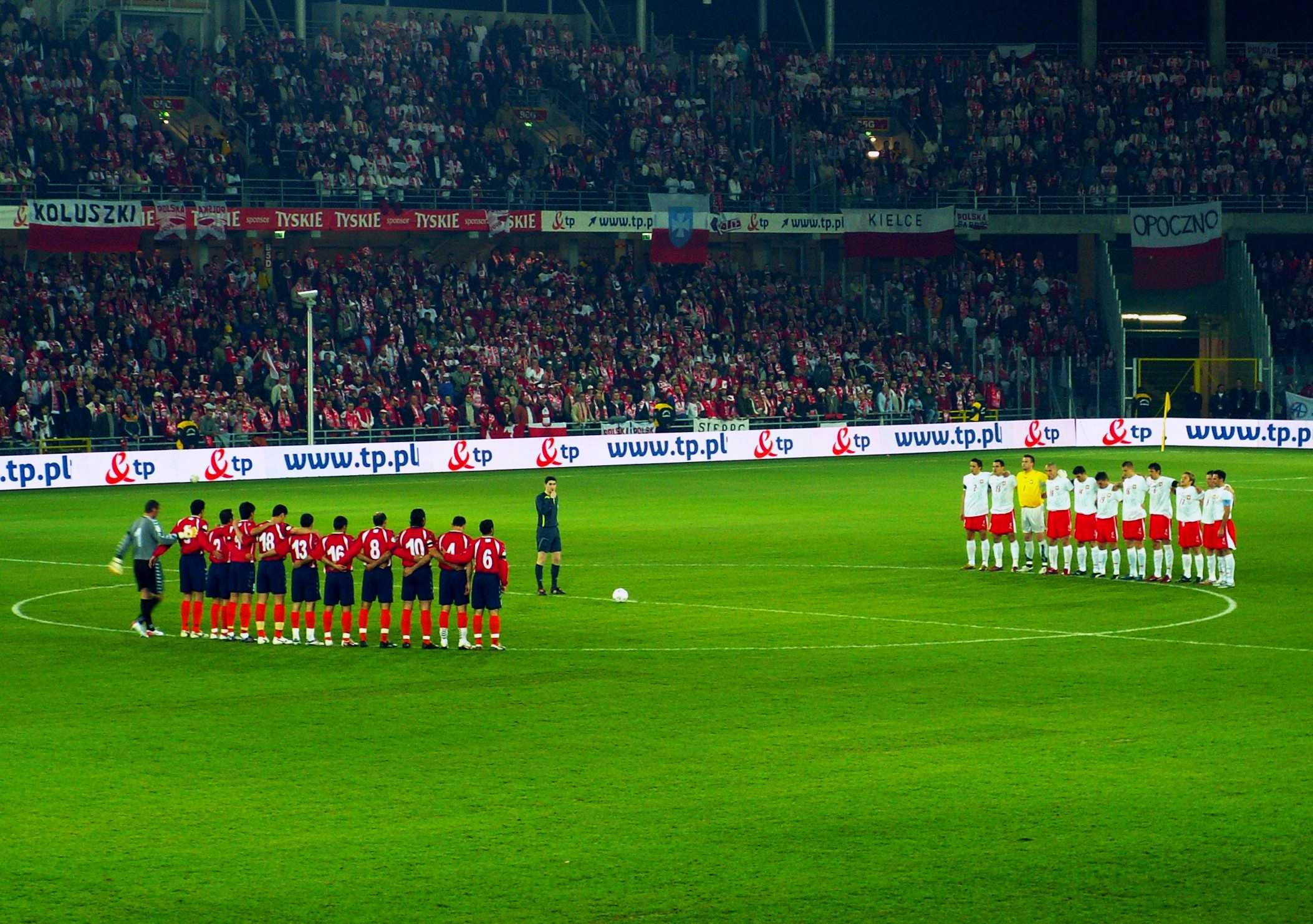
مباراة لمنتخب بولندا لكرة القدم ضد منتخب أرمينيا لكرة القدم في مدينة كيلسي في بولندا.

الرياضة في بولندا تعدّ الرياضة جزءا مهما في ثقافة الشعب البولندي ، كرة القدم هي الرياضة الأكثر شعبية في بولندا، والرياضات الشعبية الأخرى في بولندا هي كرة الطائرة وكرة اليد وهوكي الجليد والسباحة وألعاب القوى والجمباز ورياضات المحركات وهوكي الحقل والملاكمة والرغبي والمبارزة ورفع الأثقال والتزلج على الجليد وكرة المضرب والرماية والفروسية رياضات أخرى ،لبولندا رياضيين برعوا في مختلف أنواع الرياضات مثل روبرت كوبيتسا في الفورمولا 1 وأنيسكا رادفانسكا في كرة المضرب وجوستينا كوفالتشيك وكامل ستوخ في التزلج على المنحدرات الثلجية.

## كرة القدم

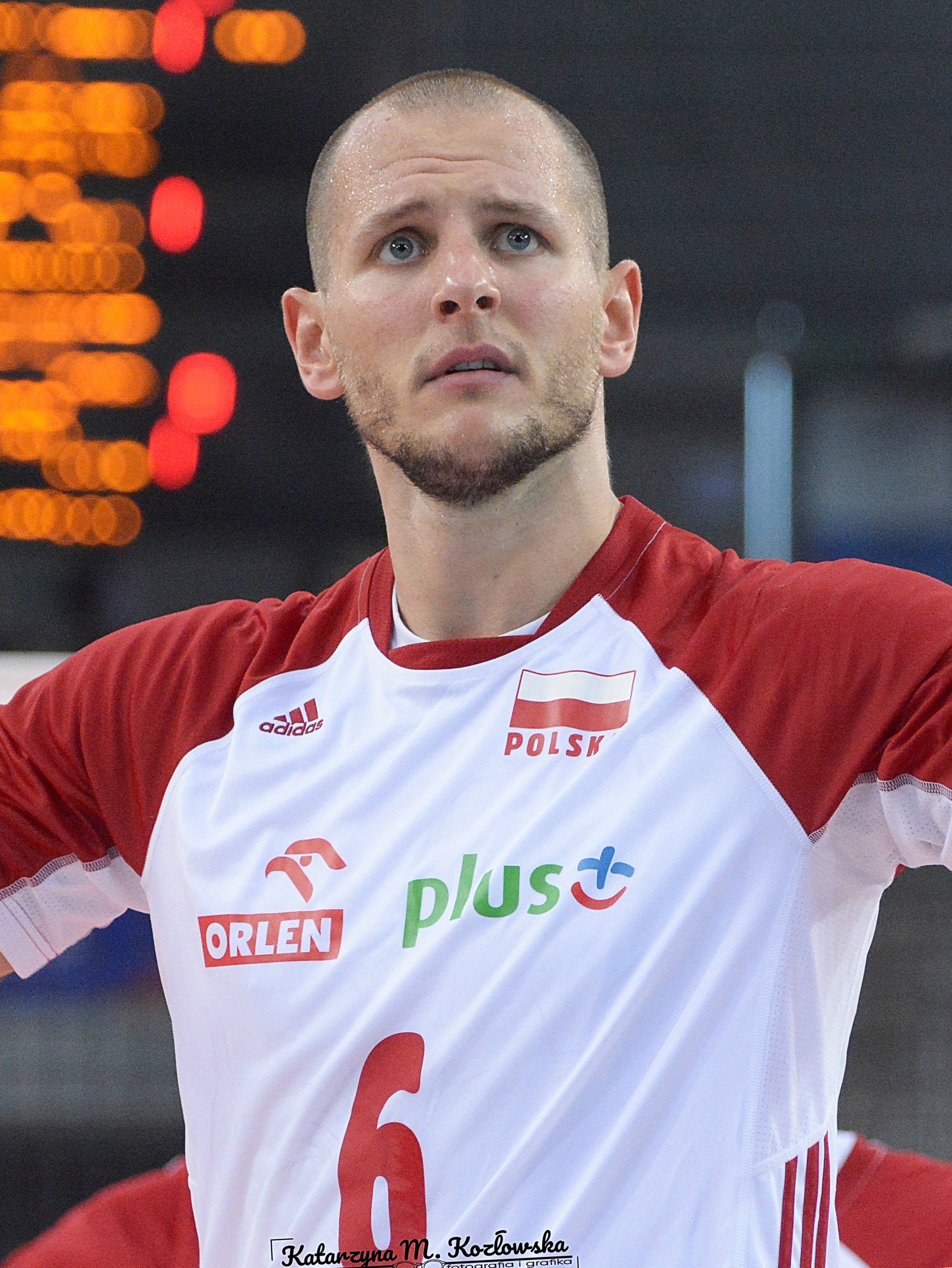
بارتوش كوريك في دوري الأمم للكرة الطائرة 2018 – مواجهة بين بولندا وفرنسا

تعدّ كرة القدم الرياضة الشعبية الأولى في بولندا، حققت بولندا عدة إنجازات في كرة القدم، حيث تمكنت بولندا من التأهل 7 مرات إلى نهائيات كأس العالم لكرة القدم في 1938 و 1974 و 1978 و 1982 و 1986 و 2002 و 2006 و 2018، وقد كان منتخب بولندا لكرة القدم من أقوى منتخبات العالم في كرة القدم في عقد السبعينات والثمانينات، حيث تمكن من تحقيق المركز الثالث في بطولة 1974 و 1978، كما فاز بالميدالية الذهبية الأولمبية في دورة الألعاب الأولمبية الصيفية 1972 في ميونخ في ألمانيا الغربية، إستضافت بولندا أيضاً بالشراكة مع أوكرانيا بطولة أمم أوروبا لكرة القدم 2012، أما أقوى أندية كرة القدم البولندية هي ليغيا وارسو وشلوسك فروتسلاو وفيسوا كراكوف ولخ بوزنان وأندية أخرى، أما أبرز اللاعبين الذي لعبوا لبولندا هم غجيغوج لاتو وفلودزميزيرز لوبانسكي وفلودزميزيرز سمولاريك وروبرت ليفاندوفسكي.

## معرض صور

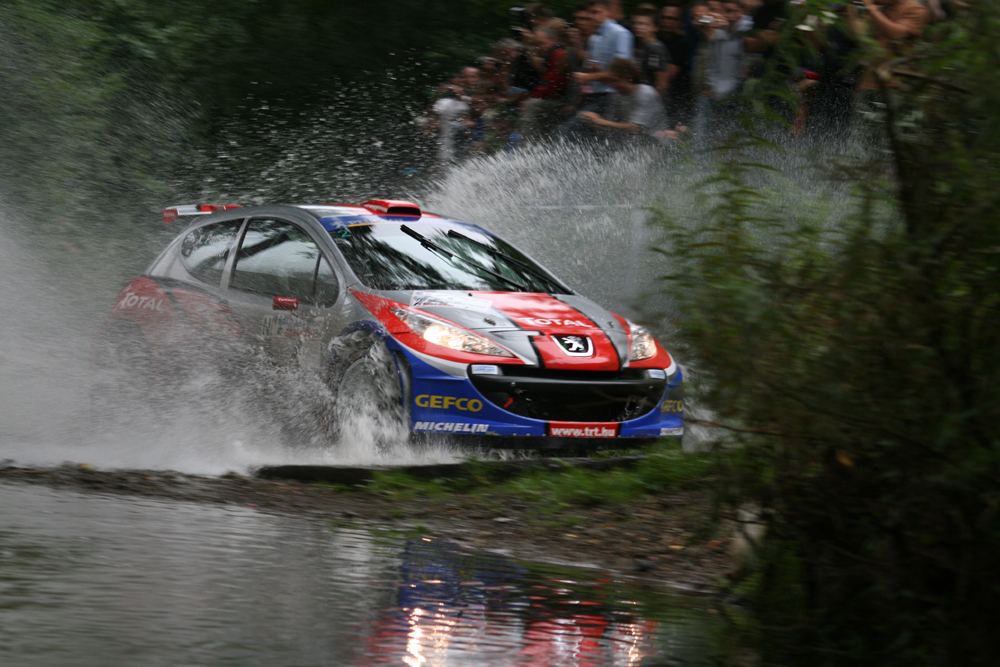
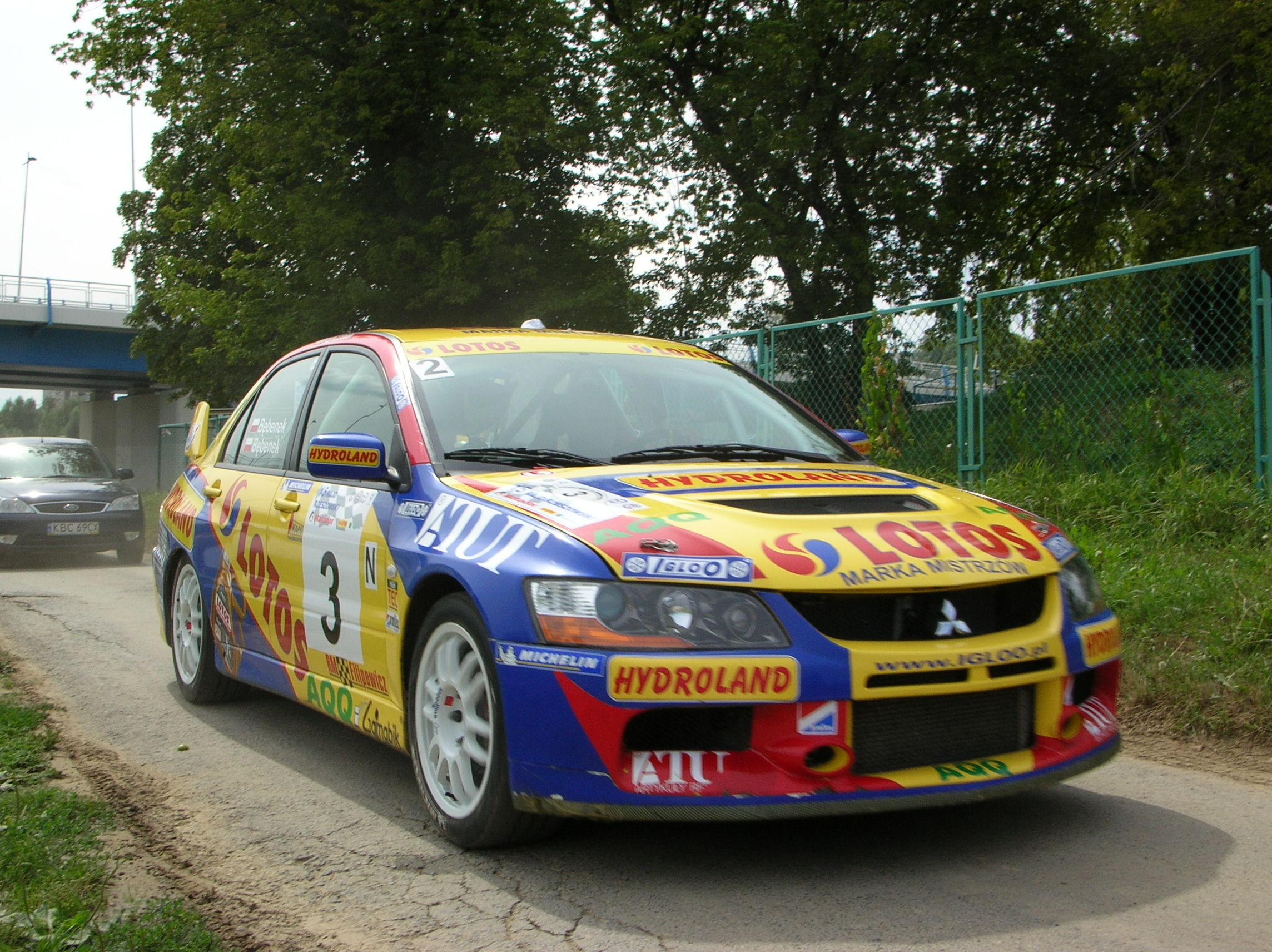
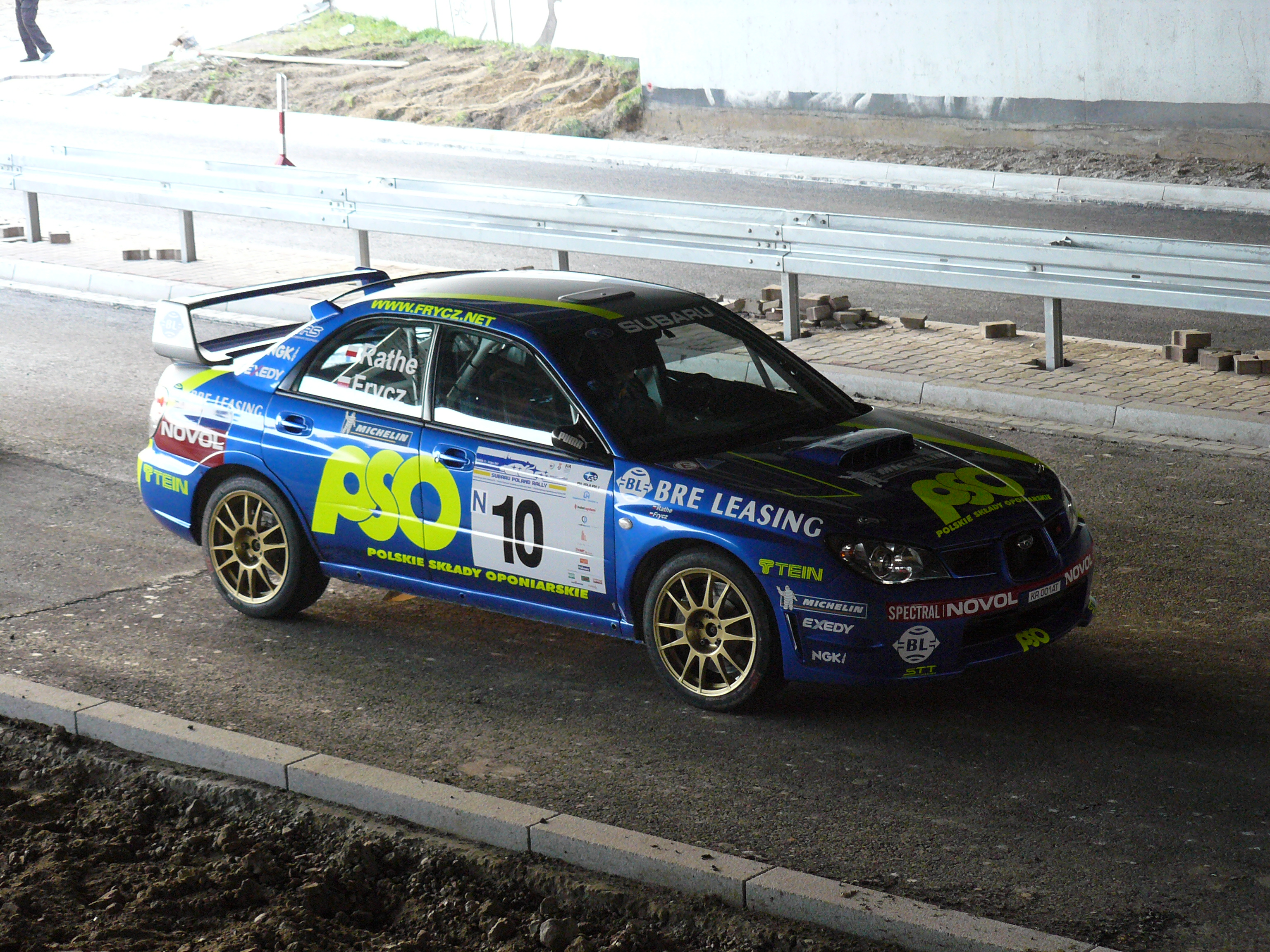